# Eisso Metelerkamp

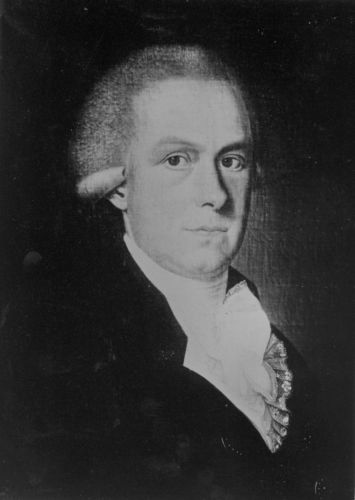
E. Metelerkamp

Eisso Metelerkamp (Eenrum, 18 oktober 1756 - Groot Midlum, 26 maart 1813) was een advocaat, rechtsgeleerde en vooraanstaand patriot.
Eisso was de zoon van Johannes Metelerkamp en Henrica Wiersema. Hij was lid van Eerste Nationale Vergadering. Hij behoorde daar tot de groepering van de federalisten, die voor Nederland een staatsvorm voorstonden waarin de bestaande gewesten veel zelfstandigheid bleven houden. Hij promoveerde tot doctor in 1779 op een proefschrift Ad Legem Corneliam de Sicariis. Hij woonde eerst te Kropswolde, op het landgoed Leinwijk en te Hoogezand op de landgoederen Sorgvliet en Vredenburg, week in 1803 uit naar Oost-Friesland en vestigde zich op het slot Groot-Midlum, toebehorend aan zijn zwager H.E. van Groeneveld. In 1799 huwde hij met Geerhardine Groeneveld. Hij kreeg 5 kinderen, waaronder Johanna Aeilka Engelina Metelerkamp. Hij was de schoonvader van Gerhard Nilant Bannier (geb. 1780).